# 50428 Alexanderdessler
50428 Alexanderdessler è un asteroide della fascia principale. Scoperto nel 2000, presenta un'orbita caratterizzata da un semiasse maggiore pari a 2,6310685 UA e da un'eccentricità di 0,1620135, inclinata di 6,42741° rispetto all'eclittica.